# Dasybasis oculata
Dasybasis oculata är en tvåvingeart som först beskrevs av Ricardo 1915.  Dasybasis oculata ingår i släktet Dasybasis och familjen bromsar. Inga underarter finns listade i Catalogue of Life.